# Joseph W. Folk
Joseph Wingate Folk, född 29 oktober 1869 i Brownsville, Tennessee, död 28 maj 1923 i New York, var en amerikansk demokratisk politiker. Han var Missouris guvernör 1905–1909.
Folk avlade 1890 juristexamen vid Vanderbilt University och inledde därefter sin karriär som advokat. Senare tjänstgjorde han som åklagare i Saint Louis.
Året innan han flyttade till Missouri hade Folk år 1892 kandiderat till Tennessees representanthus. I presidentvalet 1896 deltog han aktivt i Saint Louis i William Jennings Bryans kampanj.
Folk efterträdde 1905 Alexander Monroe Dockery som Missouris guvernör och efterträddes 1909 av Herbert S. Hadley.
Folk avled 1923 i New York och gravsattes på Oakwood Cemetery i Brownsville i Tennessee.